# Liste der Baudenkmale in Seelze
Die Liste der Baudenkmale in Seelze enthält die Baudenkmale der Stadt Seelze und der Ortsteile Almhorst, Dedensen, Döteberg, Gümmer, Harenberg, Kirchwehren, Lathwehren, Letter, Lohnde, Seelze und Velber in der Region Hannover in Niedersachsen. Die Quelle der Baudenkmale ist der Denkmalatlas Niedersachsen.

## Allgemein
In den Spalten befinden sich folgende Informationen:
- Lage: die Adresse des Baudenkmales und die geographischen Koordinaten. Kartenansicht, um Koordinaten zu setzen. In der Kartenansicht sind Baudenkmale ohne Koordinaten mit einem roten Marker dargestellt und können in der Karte gesetzt werden. Baudenkmale ohne Bild sind mit einem blauen Marker gekennzeichnet, Baudenkmale mit Bild mit einem grünen Marker.
- Bezeichnung: Bezeichnung des Baudenkmales
- Beschreibung: die Beschreibung des Baudenkmales. Unter § 3 Abs. 2 NDSchG werden Einzeldenkmale und unter § 3 Abs. 3 NDSchG Gruppen baulicher Anlagen und deren Bestandteile ausgewiesen.
- ID: die Objekt-ID des Baudenkmales
- Bild: ein Bild des Baudenkmales, ggf. zusätzlich mit einem Link zu weiteren Fotos des Baudenkmals im Medienarchiv Wikimedia Commons. Wenn man auf das Kamerasymbol klickt, können Fotos zu Baudenkmalen aus dieser Liste hochgeladen werden:

## Almhorst
| Lage                                              | Bezeichnung                   | Beschreibung | ID       | Bild |
| ------------------------------------------------- | ----------------------------- | --- | -------- | ---- |
| Bröhnfeld 6 52° 22′ 45″ N, 9° 33′ 44″ O           | Hofanlage Bröhnfeld 6         | Baudenkmal-Gruppe | 31077597 | BW   |
| Bröhnfeld 6 52° 22′ 45″ N, 9° 33′ 44″ O           | Scheune                       | Großer Backsteinbau unter Satteldach. (Teil der Baudenkmal-Gruppe Hofanlage Bröhnfeld 6) | 31151741 | BW   |
| Bröhnfeld 6 52° 22′ 45″ N, 9° 33′ 44″ O           | Wohn-/Wirtschaftsgebäude      | Vierständer errichtet um 1800. (Teil der Baudenkmal-Gruppe Hofanlage Bröhnfeld 6) | 31151721 |      |
| Bröhnfeld 7 52° 22′ 44″ N, 9° 33′ 43″ O           | Wohnhaus                      | Ältester Bau des Ortes, datiert 1756. Recht stark profilierter Giebel, Gefache mit roten Ziegeln ausgemauert. | 31151759 |      |
| Hopfenbruch/Rehwinkel 52° 22′ 44″ N, 9° 33′ 51″ O | Ehrenmal                      | | 31152376 |      |
| Hopfenbruch 52° 22′ 45″ N, 9° 33′ 50″ O           | Hofanlagen Hopfenbruch 32, 34 | Baudenkmal-Gruppe | 31077618 | BW   |
| Hopfenbruch 32 52° 22′ 45″ N, 9° 33′ 50″ O        | Wohn-/Wirtschaftsgebäude      | Vierständer datiert 1787. (Teil der Baudenkmal-Gruppe Hofanlagen Hopfenbruch 32, 34) | 31152269 |      |
| Hopfenbruch 32 52° 22′ 45″ N, 9° 33′ 50″ O        | Nebengebäude                  | (Teil der Baudenkmal-Gruppe Hofanlagen Hopfenbruch 32, 34) | 31152305 | BW   |
| Hopfenbruch 34 52° 22′ 44″ N, 9° 33′ 50″ O        | Scheune                       | (Teil der Baudenkmal-Gruppe Hofanlagen Hopfenbruch 32, 34) | 31152287 |      |
| Hopfenbruch 34 52° 22′ 45″ N, 9° 33′ 50″ O        | Wohn-/Wirtschaftsgebäude      | 1779 errichteter Vierständerbau in städtebaulich bedeutsamer Lage. (Teil der Baudenkmal-Gruppe Hofanlagen Hopfenbruch 32, 34) | 31152323 |      |
| Hopfenbruch 34 52° 22′ 44″ N, 9° 33′ 51″ O        | Nebengebäude                  | (Teil der Baudenkmal-Gruppe Hofanlagen Hopfenbruch 32, 34) | 31152341 |      |
| Hopfenbruch 36 52° 22′ 43″ N, 9° 33′ 47″ O        | Wohnhaus                      | 1899 errichtetes Wohnhaus der Hofanlage. Eingeschossiger Ziegelbau mit Erker auf der Osttraufe. Geschmückt mit Giebel- und Traufgesims, korbbogigen Fenstern und einem Geschossgesims auf den Giebelseiten. Im ursprünglichen Zustand erhaltene Zuckerrübenburg. | 31152359 |      |
| Rehwinkel 52° 22′ 43″ N, 9° 33′ 55″ O             | Hofanlagen Rehwinkel 1, 3     | Baudenkmal-Gruppe | 31077628 | BW   |
| Rehwinkel 1 52° 22′ 44″ N, 9° 33′ 54″ O           | Nebengebäude                  | (Teil der Baudenkmal-Gruppe Hofanlagen Rehwinkel 1, 3) | 31152429 | BW   |
| Rehwinkel 1 52° 22′ 44″ N, 9° 33′ 53″ O           | Wohn-/Wirtschaftsgebäude      | Hallenhaus. Errichtet 1848. (Teil der Baudenkmal-Gruppe Hofanlagen Rehwinkel 1, 3) | 31152393 |      |
| Rehwinkel 1 52° 22′ 43″ N, 9° 33′ 52″ O           | Nebengebäude                  | (Teil der Baudenkmal-Gruppe Hofanlagen Rehwinkel 1, 3) | 31152411 | BW   |
| Rehwinkel 3 52° 22′ 43″ N, 9° 33′ 53″ O           | Nebengebäude                  | (Teil der Baudenkmal-Gruppe Hofanlagen Rehwinkel 1, 3) | 31152518 |      |
| Rehwinkel 3 52° 22′ 42″ N, 9° 33′ 54″ O           | Nebengebäude                  | (Teil der Baudenkmal-Gruppe Hofanlagen Rehwinkel 1, 3) | 31152500 | BW   |
| Rehwinkel 3 52° 22′ 42″ N, 9° 33′ 53″ O           | Wohnhaus                      | Das Wohnhaus einer Zuckerrübenburg steht im städtebaulichen Bezug zum zentralen Platz des Ortes. (Teil der Baudenkmal-Gruppe Hofanlagen Rehwinkel 1, 3) | 31152482 | BW   |
| Rehwinkel 2 52° 22′ 43″ N, 9° 33′ 50″ O           | Schule                        | Die ehemalige Dorfschule ist ein Fachwerkhallenhaus in Vierständerbauweise. Die Gefache sind mit roten Ziegeln ausgemauert. Durch seine Lage mitten im Ort städtebauliche Bedeutung sowie ortsgeschichtlicher Wert.                                              | 31152465 |      |
| Rehwinkel 10 52° 22′ 39″ N, 9° 33′ 55″ O          | Wohn-/Wirtschaftsgebäude      | Hallenhaus. Errichtet 1825. | 31152536 |      |

## Dedensen
| Lage                                         | Bezeichnung                | Beschreibung | ID       | Bild           |
| -------------------------------------------- | -------------------------- | --- | -------- | -------------- |
| Altes Dorf 11 52° 23′ 57″ N, 9° 30′ 54″ O    | Hofanlage Altes Dorf 11    | Baudenkmal-Gruppe | 31077638 |                |
| Altes Dorf 11 52° 23′ 57″ N, 9° 30′ 54″ O    | Wohnhaus                   | Zweigeschossige Zuckerrübenburg aus den 1890er Jahren. Streng symmetrisch durch Lisenen, tropfenförmige Gesimse und rundbogige Fenster gegliedert. (Teil der Baudenkmal-Gruppe Hofanlage Altes Dorf 11)     | 31152553 |                |
| Altes Dorf 11 52° 23′ 56″ N, 9° 30′ 55″ O    | Scheune                    | (Teil der Baudenkmal-Gruppe Hofanlage Altes Dorf 11) | 31152571 |                |
| Altes Dorf 17 52° 23′ 52″ N, 9° 30′ 55″ O    | Hofanlage Altes Dorf 17    | Baudenkmal-Gruppe | 31077649 |                |
| Altes Dorf 17 52° 23′ 53″ N, 9° 30′ 54″ O    | Wohnhaus                   | Zweigeschossige Zuckerrübenburg datiert 1905. Vielteilig durch Ziegelziersetzungen, Erker und Türmchen gegliedert. (Teil der Baudenkmal-Gruppe Hofanlage Altes Dorf 17)                                     | 31152589 |                |
| Altes Dorf 17 52° 23′ 53″ N, 9° 30′ 55″ O    | Gesindehaus                | (Teil der Baudenkmal-Gruppe Hofanlage Altes Dorf 17) | 37810335 |                |
| Altes Dorf 27 52° 23′ 57″ N, 9° 30′ 46″ O    | Pfarrkirche                | Die Kirche Dedensen wurde 1897 erbaut. Bei dem Bau wurden Teile des an anderer Stelle abgebrochenen Vorgängerbaues aus dem Jahr 1695 verwendet. Der Entwurf für die Kapelle stammt von Conrad Wilhelm Hase. | 31152644 | Weitere Bilder |
| Altes Dorf 27 52° 23′ 56″ N, 9° 30′ 46″ O    | Gefallenendenkmal Dedensen | | 31152661 |                |
| Altes Dorf 29 52° 23′ 59″ N, 9° 30′ 46″ O    | Hofanlage Altes Dorf 29    | Baudenkmal-Gruppe | 31077597 |                |
| Altes Dorf 29 52° 23′ 59″ N, 9° 30′ 45″ O    | Wohnhaus                   | Zweigeschossige Zuckerrübenburg datiert 1909. Vielteilig durch Ziegelziersetzungen, Erker und Türmchen gegliedert. (Teil der Baudenkmal-Gruppe Hofanlage Altes Dorf 29)                                     | 31152678 |                |
| Altes Dorf 29 52° 23′ 58″ N, 9° 30′ 47″ O    | Einfriedung                | (Teil der Baudenkmal-Gruppe Hofanlage Altes Dorf 29) | 44506020 |                |
| Auf dem Damme 12 52° 24′ 15″ N, 9° 30′ 44″ O | Ehem. Forstamt             | Baudenkmal-Gruppe | 31077670 |                |
| Auf dem Damme 12 52° 24′ 16″ N, 9° 30′ 44″ O | Forsthaus                  | Das ehemalige Forstamt ist ein zweigeschossiger, unsymmetrisch gegliederter sechsachsiger Fachwerkbau. Schon 1781 vorhanden gewesen. (Teil der Baudenkmal-Gruppe Ehem. Forstamt)                            | 31152714 |                |
| Auf dem Damme 12 52° 24′ 16″ N, 9° 30′ 43″ O | Scheune                    | (Teil der Baudenkmal-Gruppe Ehem. Forstamt) | 31152734 |                |

## Döteberg
| Lage                                        | Bezeichnung              | Beschreibung | ID       | Bild |
| ------------------------------------------- | ------------------------ | --- | -------- | ---- |
| Dorfstraße 4 52° 22′ 26″ N, 9° 35′ 31″ O    | Hofanlage Dorfstraße 4   | Baudenkmal-Gruppe | 31077700 |      |
| Dorfstraße 4 52° 22′ 26″ N, 9° 35′ 31″ O    | Scheune                  | Die Längsdurchfahrtsscheune ist datiert 1808. (Teil der Baudenkmal-Gruppe Hofanlage Dorfstraße 4)                                 | 31152957 |      |
| Dorfstraße 4 52° 22′ 26″ N, 9° 35′ 30″ O    | Wohn-/Wirtschaftsgebäude | Haupthaus in Vierständerbauweise, datiert 1844. (Teil der Baudenkmal-Gruppe Hofanlage Dorfstraße 4)                               | 31152931 |      |
| Kirchbuschweg 1 52° 22′ 26″ N, 9° 35′ 32″ O | Wohnhaus                 | Der 1904 errichtete Ziegelbau ist eine Zuckerrübenburg. Durch seine Lage, Größe, Gebäudeform und Erhaltungszustand ausgezeichnet. | 31152984 |      |
| Lange Straße 9 52° 22′ 21″ N, 9° 35′ 32″ O  | Altenteil (Bauwerk)      | Um 1800 als Altenteiler errichteter Dreiständerbau mit städtebaulicher Bedeutung.                                                 | 31153008 |      |
| Lange Straße 13 52° 22′ 20″ N, 9° 35′ 30″ O | Wohn-/Wirtschaftsgebäude | 1786 datiertes Hallenhaus mit regelmäßigem Fachwerk unter Halbwalmdach.                                                           | 31151812 |      |

## Gümmer
| Lage                                                  | Bezeichnung                         | Beschreibung | ID       | Bild           |
| ----------------------------------------------------- | ----------------------------------- | --- | -------- | -------------- |
| Am Zollkrug 6 52° 24′ 30″ N, 9° 32′ 6″ O              | Wohn-/Wirtschaftsgebäude            | Wohnwirtschaftsgebäude mit Querdiele. Errichtet im alten Ortskern in der ersten Hälfte des 19. Jahrhunderts. | 31151845 |                |
| Glockengasse 1 52° 24′ 30″ N, 9° 32′ 0″ O             | Kapelle Gümmer                      | Verputzter Bruchsteinbau auf Sandsteinsockel mit aus Ziegeln errichteten Strebepfeilern und Dreiachtelchor im Osten. Über der sandsteingewändeten spitzbogigen Tür an der Nordseite datiert 1508. Satteldach mit Halbwalm und kleinem Dachreiter. Innenraum mit Kreuzrippengewölbe.    | 31151862 | Weitere Bilder |
| Osnabrücker Landstraße 9 52° 24′ 26″ N, 9° 32′ 3″ O   | Wohn-/Wirtschaftsgebäude            | Das Hallenhaus in Vierständerbauweise ist einer der wenigen erhaltenen Fachwerkbauten, am Dielenbalken datiert 1787. Zu Wohnzwecken umgebautes landwirtschaftliches Gebäude. | 31151896 |                |
| Osnabrücker Landstraße 20 52° 24′ 33″ N, 9° 31′ 51″ O | Hofanlage Osnabrücker Landstraße 20 | Baudenkmal-Gruppe. Hofanlage, einheitlich aus roten Ziegeln errichtet. | 31077711 |                |
| Osnabrücker Landstraße 20 52° 24′ 33″ N, 9° 31′ 50″ O | Einfriedung                         | (Teil der Baudenkmal-Gruppe Hofanlage Osnabrücker Landstraße 20) | 31155139 |                |
| Osnabrücker Landstraße 20 52° 24′ 34″ N, 9° 31′ 51″ O | Scheune                             | (Teil der Baudenkmal-Gruppe Hofanlage Osnabrücker Landstraße 20) | 31151933 |                |
| Osnabrücker Landstraße 20 52° 24′ 34″ N, 9° 31′ 49″ O | Wohnhaus                            | Das Wohnhaus ist im Erker datiert 1905. Geschlossene Anlage mit Stall, Scheune und Klinkermauer zur Straße. Mit Zahnfriesen und korbbogigen Tür- und Fensteröffnungen als gleichen Gliederungs- und Schmuckelementen. (Teil der Baudenkmal-Gruppe Hofanlage Osnabrücker Landstraße 20) | 31151913 |                |
| Rote Reihe 52° 24′ 21″ N, 9° 32′ 5″ O                 | Gefallenendenkmal Gümmer            | Weltkriegsehrenmal auf dem Friedhof | 31151951 |                |

## Harenberg
| Lage                                             | Bezeichnung              | Beschreibung | ID       | Bild           |
| ------------------------------------------------ | ------------------------ | --- | -------- | -------------- |
| Harenberger Meile 14 52° 22′ 43″ N, 9° 37′ 16″ O | St. Barbara-Kapelle      | Barbarakirche. Als Ersatz einer an gleicher Stelle abgebrochenen alten Kapelle im Ortsmittelpunkt 1882 nach Plänen von Conrad Wilhelm Hase im neugotischen Stil errichtete evangelische Pfarrkirche. Im Inneren ein Schnitzaltar aus der ersten Hälfte des 16. Jahrhunderts. | 31151968 | Weitere Bilder |
| Harenberger Meile 28 52° 22′ 41″ N, 9° 36′ 59″ O | Wohnhaus                 | Um 1900 errichtetes zweigeschossiges Wohnhaus einer Zuckerrübenburg in städtebaulich exponierter Lage. Fassade durch Giebelhäuser, Gesimse, Ziegelziersetzungen, Sprengwerk und korbbogige Fensteröffnungen gegliedert.                                                      | 31152001 |                |
| Harenberger Meile 33 52° 22′ 41″ N, 9° 37′ 14″ O | Wohn-/Wirtschaftsgebäude | Das Haupthaus der Hofstelle ist ein 1830 errichjtetes Hallenhaus in Vierständerbauweise mit regelmäßigem Fachwerk. | 31152018 |                |
| Höfestraße 1 52° 22′ 42″ N, 9° 37′ 13″ O         | Wohnhaus                 | Um 1900 errichtetes zweigeschossiges Wohnhaus einer Zuckerrübenburg in städtebaulich exponierter Lage. Fassade durch Giebelhäuser, Gesimse, Ziegelziersetzungen, Sprengwerk und korbbogige Fensteröffnungen gegliedert.                                                      | 31152035 |                |
| Höfestraße 12 52° 22′ 43″ N, 9° 37′ 1″ O         | Scheune                  | 1862 errichtetes langgestrecktes Gebäude mit rot ausgemauertem Gefache unter einem Satteldach. | 31152052 |                |

## Kirchwehren
| Lage                                           | Bezeichnung               | Beschreibung | ID       | Bild           |
| ---------------------------------------------- | ------------------------- | --- | -------- | -------------- |
| Kirchwehrener Ring 6 52° 22′ 2″ N, 9° 34′ 2″ O | Kirchenanlage Kirchwehren | Baudenkmal-Gruppe | 31077722 |                |
| Kirchwehrener Ring 6 52° 22′ 2″ N, 9° 34′ 2″ O | Dreieinigkeitskirche      | Die 1753 bis 1755 als Ersatz eines nach 1500 errichteten baufällig gewordenen Vorgängerbaus an gleicher Stelle erbaute Dreieinigkeitskirche. Die erhalten gebliebene spätromanische untere Turmhälfte auf quadratischem Grundriss war bereits Teil einer möglicherweise um 1200 errichteten Wehrkirche. In der Kirche war bis 1875 die Grablege des Rittergutes Dunau. Aus Bruchstein mit Eckquaderung erbaute verputzte Saalkirche mit Dreiachtelschluss im Osten. Sandsteingewandete flachbogige Fensteröffnungen. Innenraum mit waagerechter Decke. 1755 von Johann Friedrich Blasius Ziesenis geschaffener hölzerner Kanzelaltar. (Teil der Baudenkmal-Gruppe Kirchenanlage Kirchwehren) | 31152069 | Weitere Bilder |
| Kirchwehrener Ring 6 52° 22′ 2″ N, 9° 34′ 2″ O | Kirchhof                  | Der Platz um die Kirche war der Begräbnisplatz der Bewohner von Kirchwehren (bis 1878), Lathwehren (bis 1856) und früher Esedinghausen. (Teil der Baudenkmal-Gruppe Kirchenanlage Kirchwehren) | 31153025 |                |
| Lenther Straße 52° 21′ 34″ N, 9° 34′ 41″ O     | Burckhardt-Gedenkstein    | Vermutlich auf Veranlassung des Försters Pieper am Waldrand des Bössels südlich des Forsthauses zur Erinnerung an Heinrich Christian Burckhardt errichtet. Inschrift „Dem Andenken des Forstdirektors Dr. Burckhardt gewidmet“, „1880“. | 31153060 |                |
| Osterende 8 52° 21′ 58″ N, 9° 34′ 12″ O        | Hallenhaus                | 1897 errichtetes Hallenhaus in Vierständerbauweise. Der Giebel zur Straße ist mit Geschossgesims, tropfenförmigen Giebelgesims und korbbogigen Tür- und Fensteröffnungen gegliedert. | 31152160 |                |

## Lathwehren
| Lage                                          | Bezeichnung                  | Beschreibung | ID       | Bild           |
| --------------------------------------------- | ---------------------------- | --- | -------- | -------------- |
| Auf der Dunau 52° 21′ 15″ N, 9° 32′ 58″ O     | Rittergut Auf der Dunau      | Baudenkmal-Gruppe Rittergut Dunau | 31077743 | Weitere Bilder |
| Auf der Dunau 1 52° 21′ 15″ N, 9° 32′ 58″ O   | Herrenhaus (Bauwerk)         | Zweigeschossiges Herrenhaus in Bruchstein aus der ersten Hälfte des 17. Jahrhunderts, errichtet auf den Fundamenten einer Wasserburg an der Möseke. | 31153346 |                |
| Auf der Dunau 1 52° 21′ 17″ N, 9° 32′ 58″ O   | Zehntscheune                 | | 31153386 |                |
| Auf der Dunau 1 52° 21′ 17″ N, 9° 33′ 1″ O    | Schafstall                   | | 31155157 |                |
| Auf der Dunau 1 52° 21′ 12″ N, 9° 33′ 0″ O    | Gutspark                     | | 31153408 |                |
| Auf der Dunau 1 52° 21′ 14″ N, 9° 33′ 7″ O    | Erbbegräbnis                 | | 31153366 |                |
| Auf der Dunau 2 52° 21′ 17″ N, 9° 32′ 54″ O   | Gutsmühle Dunau              | Mitte des 19. Jahrhunderts in Bruchstein errichtete viergeschossige Holländerwindmühle mit rechteckigem Grundriss auf dem achteckigen Mühlenstumpf der vorherigen Wassermühle. Der Mühlenrumpf ist mit roten Ziegeln behängt, die Galerie ist nicht mehr vorhanden. Gut erhaltene Mühlenhaube mit Flügelkreuz und Bock für die Windrose. | 31153426 | Weitere Bilder |
| Auf dem Rade 52° 21′ 39″ N, 9° 32′ 28″ O      | Ortskern Lathwehren          | Baudenkmal-Gruppe | 31077733 | BW             |
| Auf dem Rade 1 52° 21′ 40″ N, 9° 32′ 29″ O    | Wohnhaus                     | (Teil der Baudenkmal-Gruppe Ortskern Lathwehren) | 31152177 | BW             |
| Auf dem Rade 2 52° 21′ 40″ N, 9° 32′ 28″ O    | Wohnhaus                     | Anfang des 19. Jahrhunderts errichtetes, um 1900 umgebautes kleines Fachwerkgebäude in städtebaulich exponierter Lage. Vermutlich früher das Schulhaus. (Teil der Baudenkmal-Gruppe Ortskern Lathwehren) | 31152195 | BW             |
| Auf dem Rade 4 52° 21′ 39″ N, 9° 32′ 27″ O    | Wohn-/Wirtschaftsgebäude     | Wohnwirtschaftsgebäude in Vierständerbauweise, datiert 1807. (Teil der Baudenkmal-Gruppe Ortskern Lathwehren) | 31153077 | BW             |
| Auf dem Rade 4 52° 21′ 39″ N, 9° 32′ 26″ O    | Längsdurchfahrtsscheune      | (Teil der Baudenkmal-Gruppe Ortskern Lathwehren) | 31153097 | BW             |
| Auf dem Rade 4 52° 21′ 39″ N, 9° 32′ 27″ O    | Scheune                      | (Teil der Baudenkmal-Gruppe Ortskern Lathwehren) | 31153115 | BW             |
| Auf dem Rade 6 52° 21′ 38″ N, 9° 32′ 28″ O    | Wohn-/Wirtschaftsgebäude     | (Teil der Baudenkmal-Gruppe Ortskern Lathwehren) | 31153133 | BW             |
| Auf dem Rade 10 52° 21′ 38″ N, 9° 32′ 30″ O   | Wohn-/Wirtschaftsgebäude     | (Teil der Baudenkmal-Gruppe Ortskern Lathwehren) | 31153151 | BW             |
| Auf dem Rade 10 a 52° 21′ 38″ N, 9° 32′ 30″ O | Ehem. Stallanbau             | (Teil der Baudenkmal-Gruppe Ortskern Lathwehren) | 31153169 | BW             |
| Georgstraße 11 52° 21′ 41″ N, 9° 32′ 29″ O    | Wohn-/Wirtschaftsgebäude     | (Teil der Baudenkmal-Gruppe Ortskern Lathwehren) | 31153237 | BW             |
| Georgstraße 13 A 52° 21′ 41″ N, 9° 32′ 27″ O  | Wohn-/Wirtschaftsgebäude     | (Teil der Baudenkmal-Gruppe Ortskern Lathwehren) | 31153255 | BW             |
| Georgstraße 13 52° 21′ 41″ N, 9° 32′ 27″ O    | Ehem. Scheune                | 1842 in Fachwerkbauweise errichtete traufständige Querdurchfahrtsscheune. (Teil der Baudenkmal-Gruppe Ortskern Lathwehren) | 31153275 | BW             |
| Zum Röselhof 6 52° 21′ 39″ N, 9° 32′ 25″ O    | Wohn-/Wirtschaftsgebäude     | (Teil der Baudenkmal-Gruppe Ortskern Lathwehren) | 31153310 | BW             |
| Georgstraße 2 52° 21′ 42″ N, 9° 32′ 36″ O     | Wohn-/Wirtschaftsgebäude     | Altenteiler. Vollständig ursprünglich erhaltener schlichter Vierständer auf fast quadratischem Grundriss unter Satteldach mit Halbwalm. Errichtet Mitte des 19. Jahrhunderts. | 31153204 |                |
| Georgstraße 3 52° 21′ 41″ N, 9° 32′ 34″ O     | Wohn-/Wirtschaftsgebäude     | datiert 1856 | 31155063 | BW             |
| Georgstraße 6 52° 21′ 43″ N, 9° 32′ 27″ O     | Scheune                      | | 31153221 | BW             |
| Mosenweg 52° 21′ 42″ N, 9° 32′ 38″ O          | Gefallenendenkmal Lathwehren | | 31153187 |                |
| Poggenhuhnweg 4 52° 21′ 37″ N, 9° 32′ 23″ O   | Wohn-/Wirtschaftsgebäude     | 1796 errichtetes ehemaliges Haupthaus einer Hofstelle. Zu Wohnzwecken umgenutzt. | 31153293 |                |

## Letter
| Lage                                                    | Bezeichnung                           | Beschreibung | ID       | Bild           |
| ------------------------------------------------------- | ------------------------------------- | --- | -------- | -------------- |
| Ebertstraße 11–19, 10–20 52° 23′ 45″ N, 9° 38′ 20″ O    | Genossenschaftssiedlung Ebertstraße   | Baudenkmal-Gruppe. Geschlossene dreigeschossige verputzte Häuserzeile beiderseits der Straße, errichtet um 1920 durch die Baugenossenschaft Letter. | 31077753 |                |
| Ebertstraße 10 52° 23′ 46″ N, 9° 38′ 19″ O              | Genossenschaftswohnhaus               | (Teil der Baudenkmal-Gruppe Genossenschaftssiedlung Ebertstraße) | 31153454 |                |
| Ebertstraße 11 52° 23′ 46″ N, 9° 38′ 21″ O              | Genossenschaftswohnhaus               | (Teil der Baudenkmal-Gruppe Genossenschaftssiedlung Ebertstraße) | 31153472 |                |
| Ebertstraße 12 52° 23′ 46″ N, 9° 38′ 19″ O              | Genossenschaftswohnhaus               | (Teil der Baudenkmal-Gruppe Genossenschaftssiedlung Ebertstraße) | 31152089 |                |
| Ebertstraße 13 52° 23′ 46″ N, 9° 38′ 21″ O              | Genossenschaftswohnhaus               | (Teil der Baudenkmal-Gruppe Genossenschaftssiedlung Ebertstraße) | 31152107 |                |
| Ebertstraße 14 52° 23′ 45″ N, 9° 38′ 19″ O              | Genossenschaftswohnhaus               | (Teil der Baudenkmal-Gruppe Genossenschaftssiedlung Ebertstraße) | 31152125 |                |
| Ebertstraße 15 52° 23′ 45″ N, 9° 38′ 21″ O              | Genossenschaftswohnhaus               | (Teil der Baudenkmal-Gruppe Genossenschaftssiedlung Ebertstraße) | 31153490 |                |
| Ebertstraße 16 52° 23′ 45″ N, 9° 38′ 19″ O              | Genossenschaftswohnhaus               | (Teil der Baudenkmal-Gruppe Genossenschaftssiedlung Ebertstraße) | 31153508 |                |
| Ebertstraße 17 52° 23′ 45″ N, 9° 38′ 21″ O              | Genossenschaftswohnhaus               | (Teil der Baudenkmal-Gruppe Genossenschaftssiedlung Ebertstraße) | 31153526 |                |
| Ebertstraße 18 52° 23′ 44″ N, 9° 38′ 19″ O              | Genossenschaftswohnhaus               | (Teil der Baudenkmal-Gruppe Genossenschaftssiedlung Ebertstraße) | 31153544 |                |
| Ebertstraße 19 52° 23′ 44″ N, 9° 38′ 22″ O              | Genossenschaftswohnhaus               | (Teil der Baudenkmal-Gruppe Genossenschaftssiedlung Ebertstraße) | 31153562 |                |
| Ebertstraße 20 52° 23′ 44″ N, 9° 38′ 19″ O              | Genossenschaftswohnhaus               | (Teil der Baudenkmal-Gruppe Genossenschaftssiedlung Ebertstraße) | 31153580 |                |
| Im Sande 4 52° 23′ 58″ N, 9° 38′ 45″ O                  | Vierständerhaus                       | Kötnerhaus. Schlichtes Hallenhaus in Fachwerkbauweise. Im Dielentor datiert 1743, damit ältester Bau Letters. | 31153614 |                |
| Im Sande 6 52° 23′ 58″ N, 9° 38′ 44″ O                  | Wohn-/Wirtschaftsgebäude              | Kötnerhaus und ehemalige Schule. Schlichtes Hallenhaus in Fachwerkbauweise. Im Dielentor datiert 1786. Ortsgeschichtliche Bedeutung als früheres Schulhaus. | 31153632 |                |
| Im Sande 52° 23′ 57″ N, 9° 38′ 36″ O                    | Hallenhäuser Im Sande 14–20           | Baudenkmal-Gruppe | 31077763 |                |
| Im Sande 14 52° 23′ 58″ N, 9° 38′ 37″ O                 | Wohn-/Wirtschaftsgebäude              | Teil einer Gruppe baulicher Anlagen, Reihe von vier Vierständern, errichtet Mitte des 19. Jahrhunderts. Bis 2018 war dieses Gebäude das Heimatmuseum Seelze. (Teil der Baudenkmal-Gruppe Hallenhäuser Im Sande 14–20)                                                                                      | 31153649 | Weitere Bilder |
| Im Sande 16 52° 23′ 57″ N, 9° 38′ 36″ O                 | Wohn-/Wirtschaftsgebäude              | Teil einer Gruppe baulicher Anlagen, Reihe von vier Vierständern, errichtet Mitte des 19. Jahrhunderts. (Teil der Baudenkmal-Gruppe Hallenhäuser Im Sande 14–20) | 31153667 |                |
| Im Sande 18 52° 23′ 58″ N, 9° 38′ 35″ O                 | Wohn-/Wirtschaftsgebäude              | Teil einer Gruppe baulicher Anlagen, Reihe von vier Vierständern, errichtet Mitte des 19. Jahrhunderts. (Teil der Baudenkmal-Gruppe Hallenhäuser Im Sande 14–20) | 31153685 |                |
| Im Sande 20 52° 23′ 57″ N, 9° 38′ 34″ O                 | Wohn-/Wirtschaftsgebäude              | Teil einer Gruppe baulicher Anlagen, Reihe von vier Vierständern, errichtet Mitte des 19. Jahrhunderts. (Teil der Baudenkmal-Gruppe Hallenhäuser Im Sande 14–20) | 31153709 |                |
| Bürgermeister-Röber-Platz 1 52° 23′ 55″ N, 9° 38′ 30″ O | Wulfes-Brunnen                        | Der mit 1624 datierte Wulfes Brunnen. Angeblich schlugen im Dreißigjährigen Krieg die Landsknechte ihre Waffen gegen ihn, um unverwundbar zu sein. | 31153598 |                |
| Im Sande 30 52° 23′ 53″ N, 9° 38′ 21″ O                 | Friedhof Im Sande 30                  | Baudenkmal-Gruppe | 31077773 |                |
| Im Sande 52° 23′ 53″ N, 9° 38′ 21″ O                    | Friedhof                              | (Teil der Baudenkmal-Gruppe Friedhof Im Sande 30) | 31153727 |                |
| Lange Feldstraße 121 52° 23′ 35″ N, 9° 37′ 22″ O        | Verwaltung Seelzer Rangierbahnhof     | Um 1910 durch die Eisenbahn errichtetes dreigeschossiges Verwaltungsgebäude. Putzbau auf Bruchsteinsockel mit Mittelrisalit unter Satteldach, angedeutete Seitenflügel unter Walmdach. | 31153764 |                |
| Stöckener Straße 16 52° 23′ 56″ N, 9° 38′ 49″ O         | Wohnhaus                              | Um 1900 errichtetes Wohnhaus in Ziegelbauweise. Zweigeschossiges traufständiges Gebäude mit kleinem Walm und mittigem Erker. Aufwendig verziert und symmetrisch gegliedert durch glasierte Ziegel, Ziegelziersetzungen, umlaufende Gesimse, und kleine Verdachungen über den korbbogigen Fensteröffnungen. | 31153781 |                |
| Seelze 52° 23′ 29″ N, 9° 39′ 9″ O                       | Zweigkanal Linden                     | Baudenkmal-Gruppe | 31079063 |                |
| Klöcknerstraße 52° 23′ 29″ N, 9° 39′ 3″ O               | Brücke über Zweigkanal Linden, BW 244 | (Teil der Baudenkmal-Gruppe Zweigkanal Linden) | 31154106 |                |

## Lohnde
| Lage                                            | Bezeichnung                 | Beschreibung | ID       | Bild           |
| ----------------------------------------------- | --------------------------- | --- | -------- | -------------- |
| Am Denkmal 52° 23′ 59″ N, 9° 33′ 45″ O          | Gefallenendenkmal Lohnde    | Ein Findling als Ehrenmal für Lohndes Weltkriegsgefallene. | 31153798 |                |
| Am Wall 4 52° 24′ 20″ N, 9° 33′ 27″ O           | Längsdurchfahrtsscheune     | Die Längsdurchfahrtsscheune aus der zweiten Hälfte des 18. Jahrhunderts ist eines der ältesten Gebäude Lohndes und auch wegen der städtebaulich hervorgehobenen Lage von denkmalpflegerischem Interesse.                       | 31153815 |                |
| Beekestraße 11 52° 24′ 8″ N, 9° 33′ 27″ O       | Wohnhaus                    | Zweistöckig abgezimmerter kleiner Fachwerkwandständerbau aus der ersten Hälfte des 19. Jahrhunderts. Am Südrand des Ortskerns direkt an der Beeke                                                                              | 31153832 |                |
| Fährweg 52° 24′ 19″ N, 9° 33′ 41″ O             | Lohnder Leinebrücke         | Die Lohnder Leinebrücke ist eine 1912 aus Stahlbeton errichtete Dreigelenkbogenbrücke. | 31153849 | Weitere Bilder |
| Im Grauland 8 52° 24′ 14″ N, 9° 33′ 33″ O       | Wohn-/Wirtschaftsgebäude    | Um 1800 errichtetes Gebäude. Das kräftige, quadratische Gefache ist mit roten Ziegeln ausgemauert. | 31153873 |                |
| Krumme Masch 18 52° 23′ 51″ N, 9° 34′ 20″ O     | Kreuzstein                  | Der Lohnder Kreuzstein wurde beim Bau des Mittellandkanals auf Privatgrundstück versetzt. Der Legende nach zur Erinnerung an Dietrich von Mandelsloh, der 1386 an dem ursprünglichen Standort des Kreuzsteins erstochen wurde. | 31153907 | Weitere Bilder |
| Lohnder Straße 20 52° 24′ 9″ N, 9° 33′ 36″ O    | Hofanlage Lohnder Straße 20 | Baudenkmal-Gruppe | 31077783 |                |
| Lohnder Straße 20 52° 24′ 9″ N, 9° 33′ 36″ O    | Scheune                     | (Teil der Baudenkmal-Gruppe Hofanlage Lohnder Straße 20) | 31153944 |                |
| Lohnder Straße 20 52° 24′ 10″ N, 9° 33′ 37″ O   | Wohn-/Wirtschaftsgebäude    | Großvolumiges Wohnwirtschaftsgebäude mit steilem Giebel in Fachwerk mit roter Ziegelausmauerung. (Teil der Baudenkmal-Gruppe Hofanlage Lohnder Straße 20)                                                                      | 31153924 |                |
| Lohnder Straße 24 52° 24′ 10″ N, 9° 33′ 32″ O   | Hofanlage Lohnder Straße 24 | Baudenkmal-Gruppe | 31077793 |                |
| Lohnder Straße 24 52° 24′ 9″ N, 9° 33′ 32″ O    | Scheune                     | (Teil der Baudenkmal-Gruppe Hofanlage Lohnder Straße 24) | 31154019 |                |
| Lohnder Straße 24 52° 24′ 10″ N, 9° 33′ 32″ O   | Stall                       | (Teil der Baudenkmal-Gruppe Hofanlage Lohnder Straße 24) | 31154037 |                |
| Lohnder Straße 24 52° 24′ 11″ N, 9° 33′ 31″ O   | Wohn-/Wirtschaftsgebäude    | (Teil der Baudenkmal-Gruppe Hofanlage Lohnder Straße 24) | 31154001 |                |
| Lohnder Straße 24 A 52° 24′ 10″ N, 9° 33′ 31″ O | Altenteil (Bauwerk)         | Altenteiler. 1834 errichteter Vierständer mit flächig gestaltetem Giebel. (Teil der Baudenkmal-Gruppe Hofanlage Lohnder Straße 24)                                                                                             | 31153981 |                |
| Mittellandkanal 52° 23′ 55″ N, 9° 33′ 34″ O     | Mittellandkanal             | Baudenkmal-Gruppe. (Nur der Bereich der Eisenbahnbrücke über den Mittellandkanal) | 31077855 |                |

## Seelze
| Lage                                                                | Bezeichnung                             | Beschreibung | ID       | Bild           |
| ------------------------------------------------------------------- | --------------------------------------- | --- | -------- | -------------- |
| An der Junkernwiese 44 52° 23′ 52″ N, 9° 35′ 48″ O                  | Wohn-/Wirtschaftsgebäude                | Nach dem großen Brand von 1755 in Seelze errichtetes Hallenhaus in Vierständerbauweise. Der Dielentorbalken ist erhaben beschriftet 1757. | 31154132 |                |
| Bonhoefferstraße 2 52° 23′ 45″ N, 9° 35′ 42″ O                      | Wohnhaus                                | Um 1912 errichtetes eingeschossiges Wohnhaus mit ausgebautem Mansarddach. | 31154149 |                |
| Bremer Straße 7 52° 23′ 52″ N, 9° 35′ 31″ O                         | Hofanlage Bremer Straße 7               | Baudenkmal-Gruppe | 31077803 |                |
| Bremer Straße 7 52° 23′ 52″ N, 9° 35′ 31″ O                         | Wohn-/Wirtschaftsgebäude                | 1833 errichtet. (Teil der Baudenkmal-Gruppe Hofanlage Bremer Straße 7) | 31154166 |                |
| Bremer Straße 7 52° 23′ 52″ N, 9° 35′ 31″ O                         | Scheune                                 | (Teil der Baudenkmal-Gruppe Hofanlage Bremer Straße 7) | 31154186 |                |
| Bremer Straße 7 52° 23′ 52″ N, 9° 35′ 32″ O                         | Scheune                                 | (Teil der Baudenkmal-Gruppe Hofanlage Bremer Straße 7) | 31154204 |                |
| Bremer Straße 10 52° 23′ 52″ N, 9° 35′ 34″ O                        | Wohnhaus                                | 1902 errichtet. Frühere Gaststätte. | 31154222 |                |
| Bremer Straße 13 52° 23′ 58″ N, 9° 35′ 34″ O                        | Hofanlage Bremer Straße 13              | Baudenkmal-Gruppe | 31077813 | BW             |
| Bremer Straße 13 52° 23′ 58″ N, 9° 35′ 34″ O                        | Wohnhaus                                | Der Rotsteinbau wurde um 1900 erbaut, das Haus ist Teil einer ehemaligen Hofanlage. (Teil der Baudenkmal-Gruppe Hofanlage Bremer Straße 13) | 31154239 |                |
| Bremer Straße 13 52° 23′ 58″ N, 9° 35′ 35″ O                        | Scheune                                 | Die um 1800 erbaute Längsdurchfahrtscheune ist eine der letzten Fachwerkscheunen in Seelze. (Teil der Baudenkmal-Gruppe Hofanlage Bremer Straße 13) | 31154260 |                |
| Bremer Straße 14 52° 23′ 52″ N, 9° 35′ 36″ O                        | Wohn-/Wirtschaftsgebäude                | Das 1658 errichtete Wohn-/Wirtschaftsgebäude ist das älteste Gebäude in Seelze. Nur geringfügig verändert und darum von überregionaler denkmalpflegerischer Bedeutung. | 31154280 |                |
| Bremer Straße 19 52° 24′ 0″ N, 9° 35′ 37″ O                         | Hofanlage Bremer Straße 19              | Baudenkmal-Gruppe | 31077823 |                |
| Bremer Straße 19 52° 24′ 0″ N, 9° 35′ 38″ O                         | Wohn-/Wirtschaftsgebäude                | Das im Dielentorbalken 1848 datierte Wohnwirtschaftsgebäude wurde um 1900 zu Wohnzwecken umgebaut. (Teil der Baudenkmal-Gruppe Hofanlage Bremer Straße 19) | 31154297 |                |
| Bremer Straße 19 52° 23′ 59″ N, 9° 35′ 37″ O                        | Scheune                                 | Um 1870 entstand die fast gleich große firstparallele Scheune in Ziegelbauweise mit korbbogigen Tor- und Fensteröffnungen. (Teil der Baudenkmal-Gruppe Hofanlage Bremer Straße 19) | 31154317 |                |
| Kolbestraße 9 52° 23′ 52″ N, 9° 35′ 39″ O                           | Wohn-/Wirtschaftsgebäude                | Um 1800 errichteter kleiner Wandständerbau mit seitlicher Längseinfahrt unter Satteldach. | 31154630 |                |
| Hannoversche Straße 15 52° 23′ 46″ N, 9° 35′ 37″ O                  | Ehem. Gasthaus                          | Alter Krug. Im Dielentorbalken datiert 1687, damit zweitältestes Gebäude Seelzes. Zweistöckig abgezimmerter Wandständerbau. Seit 2018 Sitz des Heimatmuseums Seelze. | 31154512 |                |
| Rathausplatz 1 52° 23′ 41″ N, 9° 35′ 42″ O                          | Rathaus Seelze                          | Das 1903 gebaute ehemalige Schulhaus wurde in den 1990er Jahren mit einem Erweiterungsbau zum Seelzer Rathaus umgebaut. | 31154529 |                |
| Hannoversche Straße 26 52° 23′ 39″ N, 9° 35′ 45″ O                  | Friedhof                                | Der Friedhof an der Hannoverschen Straße ist geschützt gemäß $3 (3) NDSchG. | 31154478 |                |
| Hannoversche Straße 52° 23′ 40″ N, 9° 35′ 57″ O                     | Obentrautdenkmal                        | Das Obentrautdenkmal wurde zur Erinnerung an Hans Michael Elias von Obentraut 1630 durch Jeremias Sutel als Pyramide aus Sandstein geschaffene, die von einer Kugel mit Eisenkreuz bekrönt ist. | 31154495 | Weitere Bilder |
| Hannoversche Straße 54 52° 23′ 38″ N, 9° 36′ 9″ O                   | Wohnhaus                                | | 31154546 |                |
| Hannoversche Straße 64 52° 23′ 34″ N, 9° 36′ 18″ O                  | Villa Lösekann - Oesterheld - Bleinroth | Um 1900 für Gerhard Lösekann, Mitinhaber der chemischen Fabrik Mercklin & Lösekann, erbaute zweigeschossige Villa, später auch nach ihren wechselnden Besitzern genannt: Villa Lösekann; Villa Oesterheld; Villa Bleinrot.                                                                                        | 31154563 |                |
| Marienstraße 3 52° 23′ 44″ N, 9° 35′ 27″ O                          | Wohnhaus                                | 1912 errichtetes zweigeschossiges verputztes Wohnhaus mit ausgebautem Mansarddach. | 31154647 |                |
| Martinskirchstraße 52° 23′ 51″ N, 9° 35′ 47″ O                      | St. Martin-Kirche, Schule, Denkmäler    | Baudenkmal-Gruppe | 31077834 | BW             |
| Martinskirchstraße 52° 23′ 51″ N, 9° 35′ 47″ O                      | St. Martin-Kirche                       | (Teil der Baudenkmal-Gruppe St. Martin-Kirche, Schule, Denkmäler) | 31154664 | Weitere Bilder |
| Martinskirchstraße 52° 23′ 51″ N, 9° 35′ 45″ O                      | Gefallenendenkmal Seelze                | (Teil der Baudenkmal-Gruppe St. Martin-Kirche, Schule, Denkmäler) | 31154704 | Weitere Bilder |
| Martinskirchstraße 9 52° 23′ 53″ N, 9° 35′ 46″ O                    | Ehem. Schule                            | Die ehemalige Schule ist ein um 1900 errichteter Ziegelbau. Aktuelle Nutzung als Kindertagesstätte. (Teil der Baudenkmal-Gruppe St. Martin-Kirche, Schule, Denkmäler) | 31154724 |                |
| Martinskirchstraße, nordwestlich Kirche 52° 23′ 52″ N, 9° 35′ 46″ O | Gedenkstein                             | (Teil der Baudenkmal-Gruppe St. Martin-Kirche, Schule, Denkmäler) | 31154684 |                |
| Martinskirchstraße, nordwestlich Kirche 52° 23′ 52″ N, 9° 35′ 46″ O | Gedenkstein                             | (Teil der Baudenkmal-Gruppe St. Martin-Kirche, Schule, Denkmäler) | 31154684 |                |
| Martinskirchstraße 52° 23′ 51″ N, 9° 35′ 46″ O                      | Gedenkstein, vor Kirche                 | (Teil der Baudenkmal-Gruppe St. Martin-Kirche, Schule, Denkmäler) | 31154684 |                |
| Martinskirchstraße, vor Kirche 52° 23′ 51″ N, 9° 35′ 46″ O          | Gedenkstein                             | (Teil der Baudenkmal-Gruppe St. Martin-Kirche, Schule, Denkmäler) | 31154684 |                |
| Martinskirchstraße, südwestlich Kirche 52° 23′ 51″ N, 9° 35′ 46″ O  | Gedenkstein                             | (Teil der Baudenkmal-Gruppe St. Martin-Kirche, Schule, Denkmäler) | 31154684 |                |
| Martinskirchstraße, Südwestecke Kirche 52° 23′ 51″ N, 9° 35′ 46″ O  | Gedenkstein                             | (Teil der Baudenkmal-Gruppe St. Martin-Kirche, Schule, Denkmäler) | 31154684 |                |
| Martinskirchstraße, südlich Kirche 52° 23′ 51″ N, 9° 35′ 46″ O      | Gedenkstein                             | (Teil der Baudenkmal-Gruppe St. Martin-Kirche, Schule, Denkmäler) | 31154684 |                |
| Martinskirchstraße, südwestlich Kirche 52° 23′ 51″ N, 9° 35′ 46″ O  | Gedenkstein                             | (Teil der Baudenkmal-Gruppe St. Martin-Kirche, Schule, Denkmäler) | 31154684 |                |
| Martinskirchstraße, südwestlich Kirche 52° 23′ 50″ N, 9° 35′ 46″ O  | Gedenkstein                             | (Teil der Baudenkmal-Gruppe St. Martin-Kirche, Schule, Denkmäler) | 31154684 |                |
| Martinskirchstraße 52° 23′ 50″ N, 9° 35′ 48″ O                      | Gedenkstein, Südostecke Kirche          | (Teil der Baudenkmal-Gruppe St. Martin-Kirche, Schule, Denkmäler) | 31154684 |                |
| Martinskirchstraße 10 52° 23′ 54″ N, 9° 35′ 44″ O                   | Ehem. Pfarrhaus                         | Zweistöckiger Wandständerbau aus dem 18. Jahrhundert mit Umbauten aus dem 19. Jahrhundert. | 31154744 |                |
| Martinskirchstraße 20 52° 23′ 49″ N, 9° 35′ 50″ O                   | Längsdurchfahrtsscheune                 | | 31154796 |                |
| Mittellandkanal, km 151,6, BW 252 52° 24′ 14″ N, 9° 35′ 3″ O        | Kanaltrog über WL Leine                 | Trogbrücke aus Stahl mit Segmentbögen. Teil der 1917 fertiggestellten Alten Fahrt des Mittellandkanals über die Leine. | 31154403 | Weitere Bilder |
| Mittellandkanal, km 152,1, BW 253 52° 24′ 24″ N, 9° 35′ 26″ O       | Kanaltrog                               | Trogbrücke aus Stahl mit Segmentbögen. Teil der 1917 fertiggestellten Alten Fahrt des Mittellandkanals über das Überschwemmungsgebiet rechts der Leine. | 31154433 | Weitere Bilder |
| Südstraße 9 (Ecke Hindenburgstraße) 52° 23′ 38″ N, 9° 35′ 23″ O     | Dreifaltigkeitskirche                   | Katholische Kirche, 1913 erbaut, 1970 erweitert, Innengestaltung durch Gerd Winner. | 31154596 | Weitere Bilder |
| Ulmenstraße 20 52° 23′ 50″ N, 9° 34′ 55″ O                          | Wohnhaus                                | Um 1915 errichteter zweigeschossiger Putzbau mit Jugendstilelementen im Treppenhaus. | 31154813 |                |
| Ulmenstraße 22 52° 23′ 47″ N, 9° 35′ 1″ O                           | Wohnhaus                                | Um 1915 errichteter zweigeschossiger Putzbau mit Jugendstilelementen im Treppenhaus. | 31154830 |                |
| Wunstorfer Straße 40 52° 23′ 51″ N, 9° 34′ 55″ O                    | Chemische Fabrik Riedel-de Haën         | Baudenkmal-Gruppe | 31077845 |                |
| Wunstorfer Straße 40 52° 23′ 50″ N, 9° 34′ 57″ O                    | Labor                                   | (Teil der Baudenkmal-Gruppe Chemische Fabrik Riedel-de Haën) | 31154904 |                |
| Wunstorfer Straße 40 52° 23′ 50″ N, 9° 34′ 54″ O                    | Verwaltungsgebäude                      | Die Firma Riedel-de-Haen wurde aus Hannover nach Seelze verlegt. Verwaltungsgebäude errichtet um 1890. Zwei- und dreigeschossige Ziegelbauten, gegliedert durch Lisenen, Trauf- und Giebelgesimse und Fensterfelder mit gotisierenden Stilelementen. (Teil der Baudenkmal-Gruppe Chemische Fabrik Riedel-de Haën) | 31154879 |                |
| Göxer Landstraße 52° 23′ 26″ N, 9° 35′ 5″ O                         | Brücke über Zweigkanal Linden, BW 242   | | 31154055 |                |
| Kanalstraße 52° 23′ 21″ N, 9° 35′ 51″ O                             | Brücke über Zweigkanal Linden, BW 243   | | 31154080 |                |

## Velber
| Lage                                                                 | Bezeichnung                 | Beschreibung | ID       | Bild           |
| -------------------------------------------------------------------- | --------------------------- | --- | -------- | -------------- |
| Am Wehrgraben 1 52° 22′ 11″ N, 9° 39′ 1″ O                           | Hofanlage Am Wehrgraben 1   | Baudenkmal-Gruppe | 31077865 |                |
| Am Wehrgraben 1 52° 22′ 10″ N, 9° 39′ 0″ O                           | Wohn-/Wirtschaftsgebäude    | Fast vollständig erhaltene Hofanlage mit Haupthaus, Nebengebäuden, Baumbestand, Einfriedung, Bauerngarten, Obst- und Kälberwiese. Das im Torbalken 1796 datierte mächtige Haupthaus ist ein Niederdeutsches Hallenhaus in Vierständerbauweise unter Satteldach mit Halbwalm. (Teil der Baudenkmal-Gruppe Hofanlage Am Wehrgraben 1) | 31154924 | BW             |
| Am Wehrgraben 1 52° 22′ 11″ N, 9° 39′ 0″ O                           | Nebengebäude                | (Teil der Baudenkmal-Gruppe Hofanlage Am Wehrgraben 1) | 31154944 | BW             |
| Kapellenbrink 1 52° 22′ 12″ N, 9° 39′ 2″ O                           | Schulstube                  | 1892 errichtetes schlichtes eingeschossiges massives Ziegelgebäude mit rotem Tonpfannendach. Das separate Lehrerwohnhaus wurde 1982 abgebrochen. | 31154997 |                |
| Kapellenbrink 3 52° 22′ 12″ N, 9° 39′ 3″ O                           | Kapelle                     | Die 1841 fast vollständig umgebaute gotische Kapelle Velber mit Dreiseitchor im Osten hat weiß geschlämmtes Backsteinmauerwerk auf Sandsteinfundament, Satteldach mit kleinem quadratischen Dachreiter. Im Inneren eingemauert ein spätmittelalterlicher Kreuzstein. Ein wertvoller dreiflügeliger Altar stammt aus 1610.           | 31154980 | Weitere Bilder |
| Steinkamp 1 52° 22′ 18″ N, 9° 39′ 3″ O                               | Wohnhaus                    | Um 1900 errichteter eingeschossiger Ziegelbau mit zweigeschossigem Erkerhaus und hinten links angebautem Wirtschaftsgebäude. Mit zahlreichen Zierformen übersätes, streng symmetrische Gliederung geordnetes Gebäude. | 31155014 |                |
| Steinkamp 9 / Friedhof 52° 22′ 20″ N, 9° 39′ 23″ O                   | Gefallenendenkmal Velber    | Ehrenmal im Eingangsbereich des Friedhofs | 31155031 |                |
| Am Englischen Friedhof 52° 22′ 40″ N, 9° 39′ 13″ O                   | Englischer Soldatenfriedhof | Baudenkmal-Gruppe | 31077876 |                |
| Am Englischen Friedhof/Harenberger Meile 52° 22′ 40″ N, 9° 39′ 13″ O | Englischer Soldatenfriedhof | (Teil der Baudenkmal-Gruppe Englischer Soldatenfriedhof) | 31154962 | Weitere Bilder |

## Ehemalige Baudenkmale
In der 1988 erschienenen Denkmaltopographie erwähnte Bauwerke, die 2021 nicht im Denkmalatlas markiert waren.
| Lage                                                     | Bezeichnung              | Beschreibung | ID | Bild |
| -------------------------------------------------------- | ------------------------ | --- | -- | ---- |
| Almhorst, Bröhnfeld 1 52° 22′ 44″ N, 9° 33′ 48″ O        | Wohnhaus                 | 1853 als Altenteiler errichteter kleiner Vierständer unter Halbwalmdach mit zum Teil verputzten Lehmziegelausmauerungen.                                                                      |    |      |
| Dedensen, Altes Dorf 25 52° 23′ 55″ N, 9° 30′ 47″ O      | Schule                   | 1907 aus Ziegeln errichtete eingeschossiges Schulgebäude direkt neben der Kapelle. |    |      |
| Dedensen, Breite Rehre 1 52° 24′ 2″ N, 9° 30′ 52″ O      | Hallenhaus               | Großes Fachwerkhallenhaus aus der zweiten Hälfte des 19. Jahrhunderts mit umgestalteten Wirtschaftsgiebel.                                                                                    |    |      |
| Dedensen, Unter den Linden 12 52° 24′ 15″ N, 9° 31′ 3″ O | Wohnhaus                 | Um 1915 errichtete Reihenbebauung. Eingeschossige Wohnhäuser in Ziegelbauweise. Die Drempel sind verziert mit eingelegten Putzfeldern. Eine Lindenreihe ergänzt die Gruppe baulicher Anlagen. |    |      |
| Dedensen, Unter den Linden 14 52° 24′ 16″ N, 9° 31′ 4″ O | Wohnhaus                 | Um 1915 errichtete Reihenbebauung. Eingeschossige Wohnhäuser in Ziegelbauweise. Die Drempel sind verziert mit eingelegten Putzfeldern. Eine Lindenreihe ergänzt die Gruppe baulicher Anlagen. |    |      |
| Dedensen, Unter den Linden 16 52° 24′ 16″ N, 9° 31′ 5″ O | Wohnhaus                 | Um 1915 errichtete Reihenbebauung. Eingeschossige Wohnhäuser in Ziegelbauweise. Die Drempel sind verziert mit eingelegten Putzfeldern. Eine Lindenreihe ergänzt die Gruppe baulicher Anlagen. |    |      |
| Dedensen, Unter den Linden 18 52° 24′ 16″ N, 9° 31′ 5″ O | Wohnhaus                 | Um 1915 errichtete Reihenbebauung. Eingeschossige Wohnhäuser in Ziegelbauweise. Die Drempel sind verziert mit eingelegten Putzfeldern. Eine Lindenreihe ergänzt die Gruppe baulicher Anlagen. |    |      |
| Dedensen, Unter den Linden 20 52° 24′ 17″ N, 9° 31′ 5″ O | Wohnhaus                 | Um 1915 errichtete Reihenbebauung. Eingeschossige Wohnhäuser in Ziegelbauweise. Die Drempel sind verziert mit eingelegten Putzfeldern. Eine Lindenreihe ergänzt die Gruppe baulicher Anlagen. |    |      |
| Dedensen, Unter den Linden 22 52° 24′ 17″ N, 9° 31′ 6″ O | Wohnhaus                 | Um 1915 errichtete Reihenbebauung. Eingeschossige Wohnhäuser in Ziegelbauweise. Die Drempel sind verziert mit eingelegten Putzfeldern. Eine Lindenreihe ergänzt die Gruppe baulicher Anlagen. |    |      |
| Döteberg, Arnekestraße 3 52° 22′ 20″ N, 9° 35′ 25″ O     | Wohn-/Wirtschaftsgebäude | 1734 errichtetes ältestes Gebäude des Ortes. Vierständerbau unter Satteldach mit Krüppelwalm und zweifach vorkragendem Wirtschaftsgiebel. Mit roten Ziegeln ausgemauertes Eichenfachwerk.     |    |      |
| Gümmer, Am Zollkrug 1 52° 24′ 27″ N, 9° 32′ 5″ O         | Scheunenanlage           | Scheunengebäude in Ziegelbauweise. Errichtet Ende des 19. Jahrhunderts. |    |      |
| Lathwehren, Zum Röselhof 7 52° 21′ 40″ N, 9° 32′ 18″ O   |                          | ehem. Teil der Baudenkmal-Gruppe Ortskern Lathwehren |    | BW   |
| Letter, Lange Feldstraße 117 52° 23′ 36″ N, 9° 37′ 25″ O | Doppel-Wohnhaus          | Um 1910 durch die Eisenbahn zur Unterbringung der Lokführer errichtetes Doppelwohnhaus. Querangebaute Flügel und utluchtartige Ergänzungen in Fachwerk. (linke Hälfte)                        |    |      |
| Letter,Lange Feldstraße 119 52° 23′ 36″ N, 9° 37′ 25″ O  | Doppel-Wohnhaus          | Um 1910 durch die Eisenbahn zur Unterbringung der Lokführer errichtetes Doppelwohnhaus. Querangebaute Flügel und utluchtartige Ergänzungen in Fachwerk. (rechte Hälfte)                       |    |      |

## Abgegangene Baudenkmale
| Lage                                                      | Bezeichnung             | Beschreibung | ID | Bild |
| --------------------------------------------------------- | ----------------------- | --- | -- | ---- |
| Almhorst, Hatefeld 2 52° 22′ 49″ N, 9° 34′ 16″ O          | Gehöft                  | Hallenhaus in Vierständerbauweise. Errichtet zwischen 1864 und 1866, abgebrochen in den 1990er Jahren, hier stehen Neubauten. |    |      |
| Almhorst, Hatefeld 4 52° 22′ 49″ N, 9° 34′ 15″ O          | Gehöft                  | Hallenhaus in Vierständerbauweise. Errichtet zwischen 1864 und 1866, abgebrochen in den 1990er Jahren, hier stehen Neubauten. |    |      |
| Almhorst, Hatefeld 6 52° 22′ 48″ N, 9° 34′ 15″ O          | Gehöft                  | Hallenhaus in Vierständerbauweise. Errichtet zwischen 1864 und 1866, abgebrochen in den 1990er Jahren, hier stehen Neubauten. |    |      |
| Almhorst, Rehwinkel 5 52° 22′ 43″ N, 9° 33′ 56″ O         | Gehöft                  | Rückwärtige Teilfläche der Hofanlage Rehwinkel 3. Hier steht augenscheinlich ein Neubau. |    |      |
| Kirchwehren, Küsterstraße 13 52° 22′ 3″ N, 9° 34′ 1″ O    | Dorfschule              | 1898 am Rand des Kirchhofs errichtetes Schulhaus. Mangels Lehrer 1941 bis 1945 geschlossen. Nach Fertigstellung eines neuen Schulgebäudes seit 1954 als Gemeindekühlhaus genutzt. In den 1980er Jahren unter Denkmalschutz gestellt, später dennoch abgebrochen. 2019 eine grüne Wiese.        |    |      |
| Lohnde, Im Grauland 11 52° 24′ 15″ N, 9° 33′ 36″ O        | Längsdurchfahrtsscheune | Die Längsdurchfahrtsscheune aus der zweiten Hälfte des 18. Jahrhunderts war 1988 eines der ältesten Gebäude Lohndes und auch wegen der städtebaulich hervorgehobenen Lage von denkmalpflegerischem Interesse. 2014/15 abgerissen. Im März 2015 noch Bauschutt. 2019 steht hier ein Unterstand. |    |      |
| Seelze, Kolbestraße 1 52° 23′ 52″ N, 9° 35′ 42″ O         | Hallenhaus              | Denkmalgeschützt war ein Hallenhaus in Vierständerbauweise mit Fachwerkgiebel, roten Ziegeln und Dachsteinen; jetzt steht in dessen Kubatur ein Neubau hier. |    |      |
| Seelze, Martinskirchstraße 11 52° 23′ 52″ N, 9° 35′ 45″ O | Küsterwohnhaus          | Denkmalgeschützt war ein um 1900 errichteter einfacher Ziegelbau.(rechts am Bildrand) Dieser wurde 2006 abgebrochen. Hier entstand das neue Gemeindehaus. |    |      |
| Seelze, Martinskirchstraße 16 52° 23′ 49″ N, 9° 35′ 45″ O | Pfarrwitwenhaus         | Denkmalgeschützt war ein 1756 errichtetes Hallenhaus in Vierständerbauweise. 2019 entsteht hier ein Neubau. |    |      |